# Акинфиев, Михаил Михайлович
Михаил Михайлович Акинфиев (1826—1904) — главный доктор морских госпиталей и медицинский инспектор Кронштадтского порта, тайный советник.

## Биография
Родился 3 октября 1826 года[по какому календарю?] (или в 1828 году).
В 1851 году окончил медицинский факультет Московского университета со степенью лекаря и определился младшим врачом в 17-й флотский экипаж в Кронштадте; во время своей службы совершил очень много кампаний на разных судах. С 23 марта 1856 года был назначен старшим ординатором Кронштадтского морского госпиталя (по 19 апреля 1865 года). С 29 сентября 1866 года заведовал Кронштадтской фельдшерской школой.
В 1878 году вышел в отставку. Спустя пять лет вновь поступил на службу — в Морское ведомство и был назначен старшим врачом учебной команды в Ораниенбауме, а затем помощником главного доктора Кронштадтского госпиталя.
После окончания постройки Севастопольского госпиталя был назначен главным доктором этого госпиталя; в 1890 году был произведён в действительные статские советники. Не ранее 15 марта 1896 года и не позже 15 мая 1897 года был уволен от службы с должностей медицинского инспектора порта и главного доктора морского госпиталя в Кронштадте с производством в тайные советники. После отставки числился вольнопрактикующим врачом в Кронштадте.
Жил в Санкт-Петербурге. В 1904 года переехал к дочери Наталье в Либаву, где и умер 12 (25) июня 1904 года. Похоронен на Северном кладбище, недалеко от заброшенной церкви Св. Петра митрополита московского.
Его сын мичман Андрей Михайлович Акинфиев, родившийся 19 ноября 1883 года, погиб у Порт-Артура в бою на миноносце «Страшный» 31 марта 1904 года.